# Musée des Avelines
Le musée des Avelines, musée d'art et d'histoire de Saint-Cloud (Hauts-de-Seine), est un musée municipal bénéficiant de l'appellation musée de France.

## Historique
Le musée des Avelines est installé au 60 rue Gounod à Saint-Cloud, dans la villa Brunet, ancienne propriété d'un riche industriel de l'industrie pharmaceutique et collectionneur d'art, Alfred Daniel-Brunet (1882-1943). Construite par l'architecte Louis Mourot sur le modèle de la villa Kérylos de Beaulieu-sur-Mer entre 1928 et 1935, cette villa à l'antique est située sur les hauteurs de la ville.
Alfred Daniel-Brunet meurt en 1943 . En 1979, sa veuve cède sa maison et la ville de Saint-Cloud exerce son droit de préemption pour acquérir la villa. La municipalité n'a pas encore l'idée d'y installer les collections qu'elle possède sur l'histoire de la commune. En attendant la création du musée, la villa Brunet sert notamment de lieu de tournage à plusieurs films (Tout feu, tout flamme (1982) de Jean-Paul Rappeneau, La Belle Captive (1983) d'Alain Robbe-Grillet et L'Amour par terre (1984) de Jacques Rivette).
En 1986, la villa est restaurée par François Hacq dans le but d'y installer le futur musée, qui est inauguré en 1988. En 2008, une première campagne de travaux conduit à un renouvellement complet de la muséographie. Une seconde campagne de restauration, en 2009, réhabilite la rotonde dans l'esprit de l'ancienne demeure Brunet. Celle-ci accueille le salon de thé du musée, le Musée Gourmand.
Depuis 2007, le musée des Avelines est dirigé par Emmanuelle Le Bail. Il partage le jardin des Avelines avec la médiathèque et le conservatoire de musique et de danse de Saint-Cloud.
Aujourd'hui[Quand ?] ses descendants souhaitent racheter la maison qui était censée leur appartenir[réf. nécessaire].

## Collections

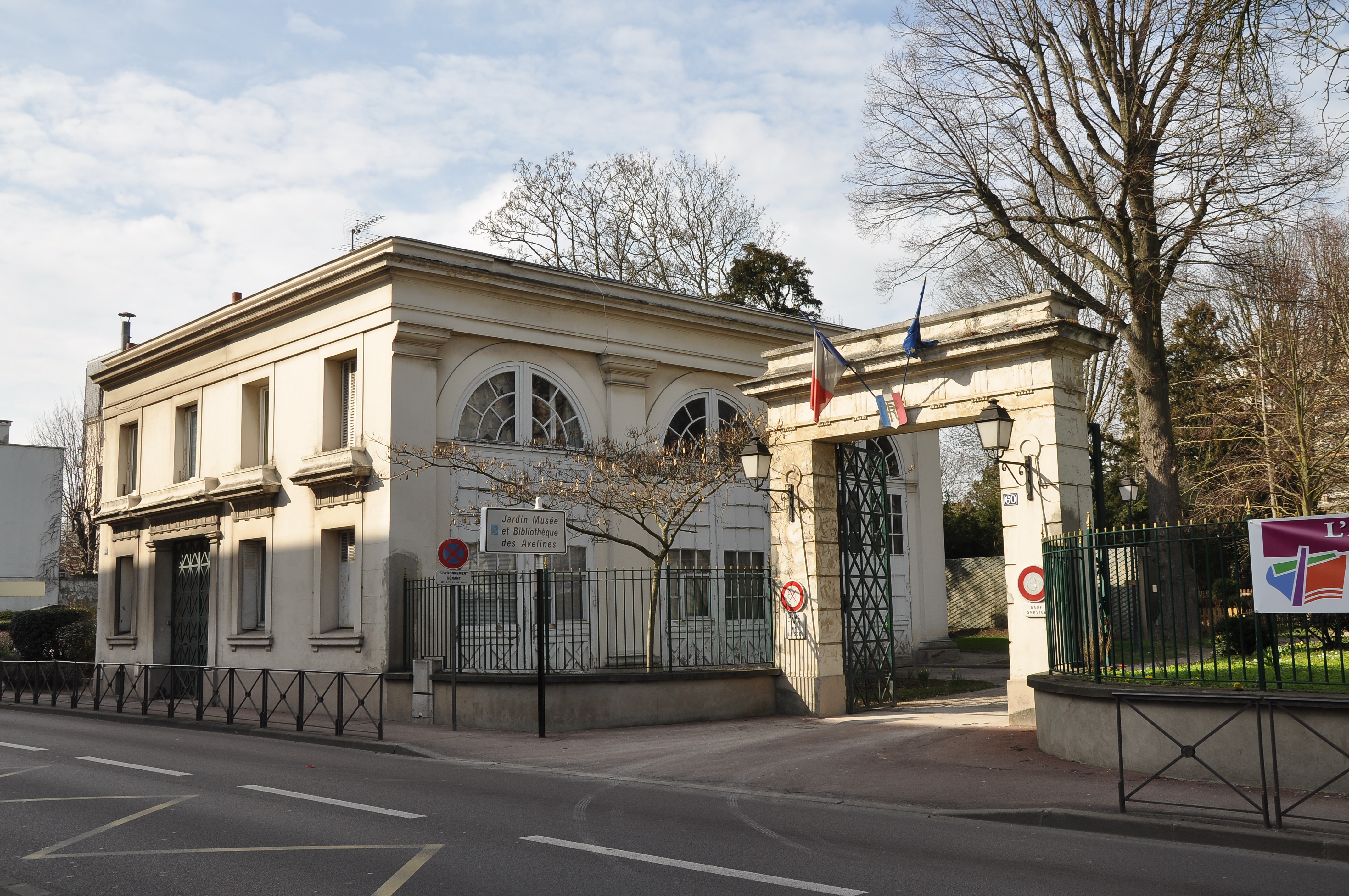
L'entrée du musée, rue Gounod à Saint-Cloud.

Musée d'art et d'histoire de la ville de Saint-Cloud, le musée des Avelines a pour vocation de mettre en valeur l'histoire et le patrimoine de sa commune, à travers la présentation de ses collections permanentes et une politique d'expositions temporaires dynamique.
Depuis 2008, l'accrochage permanent du musée est divisé en quatre thématiques principales.
Un premier espace est consacré à l'histoire de la ville depuis sa création par Saint Clodoald, petit-fils de Clovis, jusqu'à nos jours. Un deuxième espace d'exposition s'articule autour de l'histoire du château et du parc de Saint-Cloud, avec une partie dédiée à la porcelaine tendre produite par la Manufacture de Saint-Cloud (1666-1766) au XVIIIe siècle. Dans un troisième espace sont exposées des œuvres d'artistes ayant vécu à Saint-Cloud : Pierre Duval-Lecamus (1790-1854), Edouard Dantan (1848-1897), Henri Régnault (1843-1871) ou encore Gaston La Touche (1854-1913). Enfin, le quatrième espace d'exposition du musée abrite les œuvres de la donation Charles Oulmont, collectionneur clodoaldien, dont plusieurs tableaux du peintre symboliste Eugène Carrière (1849-1906).

## Activités
À raison de deux expositions temporaires par an, le musée des Avelines a développé une programmation riche et éclectique, visant à valoriser le patrimoine et l'histoire de la ville et de ceux qui l'ont faite. Le musée est également ouvert à la création contemporaine, en accueillant régulièrement le travail d'artistes contemporains.
Chaque exposition donne lieu à des évènements (concerts, conférences, spectacles, lectures, performances etc.) au musée. L'équipe de médiation propose, autour de chaque exposition, des ateliers et des animations pour les enfants.
En 2017, la ville de Saint-Cloud et le musée des Avelines ont publié un ouvrage sur l'histoire de Saint-Cloud, illustré par plusieurs pièces des collections du musée.

## Accès
L'accès au musée des Avelines est gratuit, y compris pour les expositions temporaires.
Le musée est ouvert du mercredi au samedi de 12h à 18h, et le dimanche de 14h à 18h. Fermeture les jours fériés, pendant les vacances de Noël et en août.

## Expositions
- Du 11 novembre au 21 décembre 2008 : Au front et à l'arrière... La Grande guerre expliquée aux jeunes
- Du 10 janvier au 1er mars 2009 : Un artiste, un univers : Marcoville[4]
- Du 25 mars au 31 mai 2009 : Sur les traces des expositions universelles à Saint-Cloud[5]
- Du 21 novembre au 20 décembre 2009 : Bois de fil, bois de bout... La gravure sur bois, invitée d'honneur : Jean Lodge[6]
- Du 16 janvier au 7 mars 2010 : Un artiste, un univers : Pascale Fournier - Envols[7]
- Du 8 avril au 4 juillet 2010 : Les Duval Le Camus, peintres de père en fils[8]
- Du 16 septembre au 12 décembre 2010 : Marie Bonaparte, princesse Georges de Grèce (1882-1962). Portrait d'une femme engagée[9]
- Du 27 janvier au 30 avril 2011 : Un artiste, un univers : Jef Aérosol[10]
- Du 6 octobre 2011 au 29 janvier 2012 : Le cinéma à Saint-Cloud. Le rêve et l'industrie[11]
- Du 8 mars au 20 mai 2012, prolongation jusqu'au 3 juin 2012 : Un artiste, un univers : Mathieu Cherkit[12]
- Du 14 juin au 22 juillet 2012 : Un dimanche à Saint-Cloud[13]
- Du 27 septembre au 23 décembre 2012 : Claude Maréchal, les vibrations de la couleur[14]
- Du 31 janvier au 24 mars 2013 : 1870-1871 : Saint-Cloud, l'année terrible (exposition-dossier)[15]
- Du 11 avril au 13 juillet 2013 : Un artiste, un univers : Coskun - Il était une fois[16]
- Du 10 octobre 2013 au 2 mars 2014 : Édouard Dantan (1848-1897), peintre des ateliers, des figures et des rivages[17].
- Du 10 avril au 13 juillet 2014 : Un artiste, un univers : Traits d'Union - Floriane de Lassée et Nicolas Henry[18]
- Du 16 octobre 2014 au 1er mars 2015 : Gaston La Touche (1854-1913), les fantaisies d'un peintre de la Belle Époque[19].
- Du 16 avril au 12 juillet 2015 : 1915-1919, un camp canadien à Saint-Cloud[20]
- Du 15 octobre 2015 au 6 mars 2016 : Emile Verhaeren (1855-1916), poète et passeur d'art[21]
- Du 14 avril au 17 juillet 2016 : Un artiste, un univers : Joy de Rohan-Chabot, la forêt rêvée[22]
- Du 17 novembre 2016 au 19 mars 2017 : Tendre porcelaine de Saint-Cloud. Des formes et des usages au XVIIIe siècle[23]
- Du 27 avril au 16 juillet 2017 : Un artiste, un univers : Martinet et Texereau - Bonjour paresse, un dessin partagé[24]
- Du 12 octobre 2017 au 21 janvier 2018 : Lino Ventura, une gueule de cinéma[25]
- Du 15 mars au 24 juin 2018 : Claude-Marie, Edouard et Guillaume Dubufe (1790-1909), la peinture en héritage[26]
- Du 13 septembre 2018 au 28 janvier 2019 : Vivent les collections ! 10 ans d'acquisition
- Du 21 février au 13 juillet 2019 : La France depuis Saint-Cloud, André Kertész et la Revue Art & Médecine (1931-1936)[27]
- Du 10 octobre 2019 au 23 février 2020 : Les derniers feux du palais de Saint-Cloud[28]
- Du 18 novembre 2021 au 13 février 2022 : Eduardo Pisano (1912-1986) - La nostalgia[29]